# 白井静雄のドンとこい!
『白井静雄のドンとこい!』（しらいしずおのドンとこい）は2002年10月7日から2005年9月30日まで文化放送で平日5:00 - 6:30に放送されていたラジオ番組。
パーソナリティは、放送当時、文化放送のアナウンサーだった白井静雄が担当。2週続きのスペシャルウィークの際は、月曜に限り（火曜から金曜は、NRN各局でネットされている「走れ!歌謡曲」と重なるため放送できない）、4時スタートのスペシャルバージョンで放送されることがあった。
なお、この番組はハワイのAM690kHzのK-JAPANでも、現地時間の10:00から放送されていた。

## タイムテーブル
- 5:00：オープニング
- 5:03：文化放送ニュース・天気予報・交通情報
- 5:14：テレマート 朝いちショッピング
- 5:19：おたよりドンとこい!
- 5:30：ラジオライブラリー「新・人間革命」（2003年4月7日〜、NRN系全国ネット）
- 5:41：天気予報・交通情報
- 5:45：あの頃インタビュー
- 6:00：文化放送ニュース・天気予報・交通情報
- 6:11：新聞しらい読み
- 6:20：松井宏夫の健康百科
- 6:25：エンディング
- 6:27：梅博士 松本紘斉の健康いちばん・梅いちばん

### 過去のコーナー
- ミュージック・メモリーズ（〜2002年12月）
- ラジオドラマ「梅の鬼 松本紘斉物語」（2003年1月 - 4月）
- もも一番（2003年1月 - 3月）
- グッドモーニング ジェーンの話の続き（2003年4月 - 9月）